# Tomodachi Life
Tomodachi Life (Vriend Leven), in Japan bekend als Tomodachi-Collectie: Nieuw Leven (トモダチコレクション 新生活, Tomodachi Korekushon: Shin Seikatsu) is een computerspel, ontwikkeld en uitgebracht door Nintendo in 2013. Het levenssimulatiespel is enkel beschikbaar voor Nintendo 3DS.
Het spel werd uitgebracht in Japan in april 2013, in juni 2014 in Noord-Amerika, Europa en Australië en in juli 2014 in Zuid-Korea. De Nederlandse vertaling van het spel kwam later uit dan alle andere versies, op 16 oktober 2015. Met meer dan 6,72 miljoen verkochte exemplaren wereldwijd was het de elfde best verkochte 3DS-game aller tijden.
In maart 2025 werd bekend dat er in 2026 een versie  uitkomt voor de  Nintendo Switch.

## Gameplay
De speler moet in het spel het leven van verschillende Mii-personages op een eiland besturen.

## Ontvangst
Tomodachi Life kreeg positieve recensies:
- GameRankings: 75%
- Metacritic: 71/100
- IGN: 8,4/10

Het spel behoort tot de top 10 van bestverkopende computerspellen voor Nintendo 3DS.